# Манастир Пресвете Богородице Матејче
Манастир Пресвете Богородице Матејче, Матејча или Матејић (Матејич) се налази на обронцима Црне горе (Скопске Црне Горе), 13 km удаљен од Куманова код истоименог села. Подигнут је још у 11. веку о чему сведоче натписи на грчком језику из времена Исака Комнина (1057—1059, док се у изворима први пут помиње у хрисовуљи краља Милутина (1282—1321) из 1300. године. Средином 14. века је цар Душан (краљ 1331—1346, цар 1346—1355) започео, а његов син Урош (1355—1371) и супруга Јелена су завршили обнову манастира око 1357. године, после чега је он постао задужбина цара Уроша. Са манастирске цркве је у  веку скинут оловни кров који је искоришћен за покривање Ески џамије у Куманову, чиме је убрзан процес његовог пропадања. Храм задужбина српског краља Милутина је два века био без крова и трпео оштећења. Манастирска црква је обновљена 1934. или 1926. године, мада има великих замерки на начин на који је то изведено. Међутим црква је претрпела оштећења од стране албанских терориста током побуне против Републике Македоније 2001. године, када је његова непосредна околина минирана, а сама манастирска црква је коришћена као главни штаб терориста и складиште за муницију. Сама црква је карактеристична по томе што је у својој унутрашњости поседовала мању првобитну црквицу која је порушена током рестаурације у првој половини 20. века, као и по чињеници да се у њој налази једна од фресака лоза Немањића и приказ лозе византијских царева, иако има тумачења да је у питању лоза старозаветног Јесеја. Манастир је познат и по томе што је у њему живео и стварао српски композитор духовне музике са краја 15. века Исаија Србин, као и дијак из средине истог века Владислав Граматик.

## Изглед манастирске цркве
Манастирска црква у Матејчу има основу уписаног крста са пет кубета, са четири мања у угловима и великим у средини које је својом дванаестостраношћу јединствен пример у склопу тзв. вардарске стилске групе, а по својој архитектури подсећа на оне у Старом Нагоричану и Нерезима. Дугачка је 23.5m и спада међу веће грађевине, а њену издужену основу поред четири основна стуба, држе још по два стуба на источном и западном делу цркве. Два додатна стуба на западу са још два нижа одвајају средишњи део цркве и са главним улазом формирају припрату.
Сама црква је грађевински тако изведена да је њен средишњи део најосветљенији међу грађевинама вардарског стила. Живопис у самој манастирској цркви припада сликарству прве половине 14. века и изведен је непосредно после Душанове смрти. Одликује га висок реализам са занимљивом скалом боја и више живости него што се обично среће на фрескама, као и драматичношћу приказа из ондашњег живота.
Поред главног улаза на западу, црква је имала и два бочна улаза на северу и југу који су касније зазидани. На бочним странама се изнад простора за врата налазе прозори у два реда, док се на западном калкану изнад припрате налази један окулус. Грађена је обичним притесаним каменом и са њене спољне стране нема нарочитог улепшавања фасаде или шарања опекама који се могу наћи код других споменика. Кубета су међутим израђена од опека, а сама црквена апсида је украшена нишама.

### Првобитна црквица
Првобитно се на месту манастирске цркве налазила омања црквица око које се највероватније временом развио манастир и око које је подигнута, највероватније у 13. веку, манастирска црква која је опстала до данас. Поред овог случаја, оваквих примера за подизање нове веће цркве око првобитне мање има и у Јерменији у Мзхету.
Првобитна црквица је била мала једнобродна грађевина чији је северозападни угао претворен у североисточни централни стуб нове цркве. Имала је правоугаону основу са спљоштеним југозападним теменом из које се отварала полукружна апсида са прозором смештеним на њеној средини. По својој површини, првобитна црквица је заузимала око 1/3 површине главног простора између средишње куполе и олтарске апсиде.

## Прошлост манастира
Није познато када је подигнута првобитна црквица, али се на основу најстаријих грчких натписа из доба Исака Комнина, може сместити у прву половину 11. века, иако се најстарији помен манастира налази у хрисовуљи краља Милутина из 1300. године. Средином 14. века је Милутинов унук Стефан Душан отпочео са обновом манастира коју су око 1357. године довршили његов син Урош и супруга Јелена. Манастир је у наредном веку постао значајан културни центар (Исаија Србин), који се одликовао својом преписивачком делатношћу (Владислав Граматик).
После доласка Османлија, почео је да пропада, а његовом зарушавању допринело је и скидање оловног крова у 18. веку да би се њиме покрила Ески џамија у Куманову. После Кумановске битке 1912. године и Првог балканског рата, ушао је у састав Краљевине Србије односно Краљевине СХС после Првог светског рата.
Старешина манастира, Матке, био је 1934. године јеромонах Трифун.
Између два светска рата, извршена је реконструкција манастира, током које је из његове унутрашњости склоњена првобитна црквица. После Другог светског рата, на манастирској цркви су поново изведени конзерваторско-рестаураторске радови 1953. и 1960. године.
Манастирска црква је страдала 2001. године од стране албанских терориста који су током своје краткотрајне побуне држали контролу над самим селом и његовом околином. Простор некадашњег манастира је коришћен као штаб и центар за обуку, манастирска црква као складиште муниције, а фреске у њеној унутрашњости су вандализоване и додатно уништене. Албански терористи су на тај начин покушали да светост и углед манастира искористе као штит од дејства безбедносних снага Републике Македоније.

## Римокатоличка пропаганда
Због јаког култа Богородице везаног за овај манастир, католичка црква је при покатоличавању православних у Летници и околини, створила култ Летничке Богородице, коју су назвали Карадачком Богородицом (Црном или Црногорском). Иван Јастребов је о томе писао да је у Горњој Морави живео латински (католички) спахија Вицковић, који је утицао да се тамошњи православци покатоличе. По Јастребову, један од украса његове куће био је и кип младе жене која у левој руци држи дете, а десна јој је положена на десном колену, у којој држи камену јабуку. Након његове смрти, та статуа је лежала до доласка Турака на отвореном пољу, а кад се то заборавило, католички попови су је удостојили велике почасти. У доба Јастребова, она се налазила у цркви летничкој, над олтаром изнутра, обучена са дететом у црквеној сукњи и са венцима на главама. Ранији католички попови, који су знали да је у Скопској Црној Гори била велика црква успења Богородице, а када су цркву у Летници присвојили, ставили су у њу овај кип и назвали је Карадачком Богородицом, уместо оне у селу Матејићу. Говорили су да је статуа долетела из Скопља. У доба Јастребова у 6 села Горње Мораве, са 225 кућа, живели су католици, а тадашњи бискуп је енергично радио да и околне православце покатоличи. Привлачио је многе да иду на поклоњење летничкој Богородици. Тада су и православни почели ићи у Летницу, где су примали благослов ревносног бискупа Фуљђенца Чарева.

## Вандализми
Године 2001, група Албанаца је оскрнавила манастир тако што је уништила живопис. Поред уништене фреске Богородице са малим Христом, оскрнављен је и живопис свеца (Светог Петра) којег су ишарали маркером.